# 東方芝山
東方 芝山（ひがしかた しざん、1813年 - 1879年1月22日）は、幕末から明治にかけての日本の儒学者、教育者、経世家。加賀国大聖寺藩藩士だった。
諱は履、字は天澤、通称は元吉のち真平、号は芝山、雙嶽、芝湖、五楊。

## 生涯
蒙斎の長子として生まれる。芝山は少年時代から豪気で、他人の顔色を見て発言を慎むタイプではなく、これが後年、藩内での冷遇につながった。
幼時より父から漢学を学び、18歳で京都に出て頼山陽に学ぼうとしたが、親の反対に遭い、許されなかった。
20歳の時、金沢の儒者林蓀坡に入門して3年間儒学を学ぶ。しかし、京都遊学の志は強く残っていた。27 - 28歳の頃、足の病気にかかり歩行困難となったのを機会に、治療のため京都にのぼり蘭医の日野鼎哉に治療を受けながら、四条派の画家吉田公均の家に下宿して絵を、貫名海屋に書を、池内陶所に詩文をそれぞれ学び、後の多芸に通ずる基礎を築いた。
一方、前記の性格のために上司からの評価は芳しくなく、出世は非常に遅れ、嘉永6年（1853年）に41歳でようやく藩校の会頭助役に任官して、藩士子弟の教育を担当した。
安政3年（1856年）、父の隠居により家督を相続する。翌安政4年（1857年）、参勤により江戸に出たが、この機を利用して朱子学者の安積艮斎に入門して研究を深め、また大槻磐渓、大沼枕山、鷲津毅堂、羽倉蓬翁等と交わり、漢学、蘭学、砲術、詩文から海防に及び時局認識を深めた。
文久2年（1862年）から文久3年（1863年）にかけ、藩主の前田利鬯の要望に応じ、数名の藩士が藩政改革を建言した。

芝山は文久2年に
先ず当時の藩政の欠点を列挙して、藩士が上を畏れず、出勤日数を少なくして、漁猟等を楽しんで武芸に励まず、勝手方は赤字を気にせず、賞罰に当る人はえこひいきを気にせず人々の不信を招き、百姓・町人は役人を動かす力をもっている等をあげ、之に当るには先ず藩主自ら心を一新してあたるべき
と説いている。
続いて、文久3年の上書では薩長の対幕府政策を批判し、これに対するには富国強兵よりなく、富国のためには軍艦を平時は商用にあて、橋立等の北前船にならい松前、箱館の産物との交換を計り、また国防のためには侍のみでは手薄であり、農民・漁民を訓練してその地域に侵入する外敵を守るすなわち国民皆兵を提唱した。
しかし、大聖寺藩も本家加賀藩同様、明治維新の変革には乗りおくれた。それは本家の百万石維持策すなわち徳川家一辺倒に追随したためだった。

### 隠居後
明治元年（1868年）に芝山は隠居したが、同2年5月（1869年6月 - 7月）時局重大のため再び登用された。議事役文武学校総引請と会計寮・民生寮副主事を務める。前者の活動では藩校教育を刷新して、有望な人材を東京・長崎、さらに外国に留学させたほか、西欧の学問や軍制を導入した。後者では茶や絹、漆器等の産業振興に取り組む。また維新前より手がけていた九谷焼の育成にも当たった。
その積極策は多くの成果をあげたが、パトロン事件等から消極派の反対が強くなり、明治3年3月（1870年4月）職を辞して郡内柴山村に閑居し、村人を教育しながら製茶、牧畜の範を示した。金沢藩は同年、藩主の弟である前田利武の教育に芝山を一時金沢によんだ。
1879年（明治12年）1月22日、67歳で没した。墓は実性院にある。
加賀市の江沼神社境内に記念碑が建立された。また2022年10月には、前田利鬯との連名で顕彰する石碑が大聖寺駅前に設置されている。